# لشیه
لشیه (صربی: Lešje}} یک منطقهٔ مسکونی در صربستان است که در Pomoravlje District واقع شده‌است.
 لشیه  ۴۲۲ نفر جمعیت دارد.